# Espinhal
Espinhal es una freguesia portuguesa del concelho de Penela, con 29,39 km² de superficie y 895 habitantes (2001). Su densidad de población es de 30,5 hab/km².